# Jerzy Bralczyk
Jerzy Bralczyk (* 23. května 1947 Ciechanów) je polský jazykovědec, popularizátor spisovné polštiny, specialista v oblasti mediálního jazyka i jazyka reklamy a politiky, od roku 2000 profesor. Je autorem normativních příruček a je známý svým jazykovým poradenstvím poskytovaným v médiích.